# 권남희
권남희(權南希, 1962년 11월 2일 ~ )는 대한민국의 배우이다.

## 학력
- 부산대학교 사범대학 국어국문과

## 출연작

### 드라마
- 2011년 ~ 2012년 OCN 금요드라마 《특수사건 전담반 TEN》... 가정부 역
- 2012년 KBS1 일일연속극 《별도 달도 따줄게》... 수간호사 역
- 2012년 KBS2 미니시리즈 《학교 2013》... 권남희 역
- 2014년 JTBC 주말연속극 《12년만의 재회: 달래 된, 장국》 ... 가해자의 어머니 역
- 2015년 SBS 심야드라마 《심야식당》 ... 숙희 역
- 2017년 KBS1 일요드라마 《안단테》 ... 도경자 역
- 2017년 KNN 촌티콤 《웰컴 투 가오리 시즌2》 ... 이정옥 역
- 2017년 KBS2 주말연속극 《황금빛 내 인생》

### 영화
- 1997년 《3인조》... 최반장 부인 역
- 1997년 《할렐루야》 ... 불륜녀역
- 1997년 《베이비 세일》... 상준 형수 역
- 1997년 《박대박》... 사장부인 역
- 1997년 《나쁜 영화》... 은주 母 역
- 1998년 《아름다운 시절》... 이천댁 역
- 1999년 《내 마음의 풍금》... 난희 母 역
- 1999년 《신장개업》... 정육점 부인 역
- 1999년 《링》... 상미 母 역
- 1999년 《텔 미 썸딩》... 수연 母 역
- 1999년 《심판》
- 2000년 《구멍》... 여판사 역
- 2000년 《인터뷰》
- 2000년 《실제상황》... 정육점여 역
- 2001년 《눈물》... 한 어머니 역
- 2001년 《친구》... 상택 母 역
- 2011년 《즐거운 나의 집》
- 2011년 《구토》
- 2012년 《나들이》
- 2012년 《미확인 동영상: 절대클릭금지》... 소녀 모 역
- 2013년 《만신》... 넘세 큰어머니 역
- 2013년 《고스톱 살인》... 최여사 역
- 2013년 《컷글라스 그릇》
- 2015년 《거짓말》... 태호엄마 역
- 2017년 《그렌델》... 교수 / 업자 역